# MADI manifesztum
A MADI Manifesztum Carmelo Arden Quin művészeti kiáltványa, a kortárs absztrakt, geometrikus művészet egyik legfontosabb irányzatának, a MADI-nak az alapvető dokumentuma.

## A manifesztum születése
Az uruguayi születésű, de Argentínában tanuló és élő Carmelo Arden Quin a harmincas évek második felében találkozott Joaquín Torres Garcíával. Az Európából éppen hazatért García ismertette meg vele az absztrakt, geometrikus művészet legfontosabb eredményeit. Arden Quin 1946-ban fogalmazta meg kiáltványát. A kiáltvány jelentőségét először 1948-ban szerezte, azután, hogy szerzője Európába, Franciaországba költözött. Másodszor pedig azután, hogy a MADI művészeti mozgalom az 1990-es évek elejétől világszerte új erőre kapott.

## Carmelo Arden Quin megjegyzése a manifesztumhoz
„E vázlat első változata az Arte Madi no1-ben jelent meg, szerzői név említése nélkül, egyetlen megjegyzéssel: Manifeste de l'Ecole. Ugyanis mielőtt kidolgozhattam és aláírhattam volna az általam elkészített manifesztációt, az előzetes vázlatot valaki kilopta a tarsolyomból egy verseskötettel együtt, amelyet egy összejövetelünkön kint hagytam a fogason, a kabátom zsebében. A manifesztum ismételt közlésére a Musée Sivori de Buenos Aires által kiadott »Vanguardías de la Decada dél 40«- ben került sor, újabb részekkel kiegészítve és aláírva egy névvel, ami nem az enyém.” Arden Quin (Paris 1983-94)
Ez a szöveg a Musée des Beaux-Arts de Metz 1994. július 1-je és szeptember 3-a között megrendezett „Arden Quin 1934-1994” című kiállítás alkalmából került közlésre.

## A manifesztum hatása Magyarországon
Néhány konstruktív és geometrikus hagyományokat követő magyar művész az 1990-es évek elején ismerkedett meg Carmelo Arden Quin munkásságával és a MADI-val. Létrehozták a MADI magyarországi csoportját, a több, mint 200 külföldi és magyar művet tartalmazó Nemzetközi Mobil MADI Múzeumot, és MADI art periodical címmel művészeti folyóiratot indítottak. A manifesztum francia és magyar nyelvű szövege 2007-ben jelent meg a periodika 9-es számában. Magyarra Dárdai Zsuzsa fordította. Sáry László zeneszerző 2003-ban Kassák és a MADI című CD-lemezén egy kompozícióval üdvözölte Carmelo Arden Quint.

## A manifesztum szövege
Azokban az országokban, ahol az ipari fejlődés a tetőfokára hágott, a régi burzsoá realizmus szinte teljesen eltűnt. A természet utáni művészi ábrázolásmód hanyatlóban volt, bár nagyon gyengén még védekezett.
Nos, ekkor lépett színre az expresszív absztrakció. Ez a tendencia magában foglalta a figuratív művészeti iskolákat, a kubizmustól, a szürrealizmuson át a futurizmusig. Természetesen ezek az iskolák, saját korukban ideológiai szükségletekre válaszoltak és műveik elismerésre méltók abban a tekintetben, hogy megoldást kerestek a kor, kultúra által felvetett kérdéseire. Ennek ellenére történelmi szerepük lejárt. Ugyanis az ebben az összefüggésben született alkotásokban tetten érhető a természet utáni ábrázolásmódhoz való töretlen ragaszkodás, a figuralitás hű kiszolgálása, ami merőben szemben állt a konstruktív szellemiség azon erőfeszítésével, amely a különböző országokban a kultúra minden területének átszövésére irányult.
A konkrét művészettel, amely valójában a legfiatalabb ága az absztrakt irányzatoknak, elkezdődik a nonfiguratív művészet nagy korszaka, amelyben a művész egyszerűen fog egy elemet a hozzávaló kellékekkel, és a maga tiszta lényegében létrehozza a művet. De a konkrét az egyetemesség és az összefüggések rendszerezésének igénye nélkül halászott. Elveszett az áthatolhatatlan és legyőzhetetlen ellentmondások hálójában, konzerválta a korábbi művészetek, illetve közvetlen elődei: a szuprematizmus, konstruktivizmus, neoplaszticizmus bizonytalanságait, halogatta a problémák feldolgozását.
Például, nem tudta felülírni, képtelen volt eltávolítani a festészetből, a szobrászatból, a költészetből a derékszögű felületet; a kreacionista szemléletű vagy szürrealista képalkotást; a plasztika statikusságát; a tömeg és a részek közötti interferenciát; a fogalmak és a képek lefordíthatóságát; a grafikus illusztrálást. Nem tudott szembehelyezkedni e hibás esztétikai teória-együttessel, és ez visszatükröződött abban is, hogy híven követte a korunkban egyetemesen elterjedő szürrealizmus intuitív gyakorlatát. Ezért aztán a szép sikerek dacára megmaradt az ösztön dominanciája a tudattal szemben, a tudatalatti kinyilatkoztatások az objektív analízissel szemben, mely utóbbi megköveteli az arányok tanulmányozását, a tiszta megfigyelést, a dolgokban rejlő törvényszerűségek feltárását. A konkrét művészet továbbra is a szimbolizmust, a mellébeszélést követi, s előnyben részesíti a metafizikát a kísérletezéssel szemben. A művészeti ismeretek történelmi fényeinek értelmezésében jellemzője az idealista érvelés, a jól bevált szubjektivitás.
Nem vesz tudomást a dialektikus materializmus törvényeiről, és ha mégis hivatkozik rá, csakis gazdasági vagy politikai értelemben, illetve teljesen félreértve azt, a művészetben dühöngő szocialista realizmus alapképleteként emlegeti. Röviden, a MADI előtti művészetek tartalmi összetevőinek osztályozása olyan sokféle meglátás nyomán alakult ki, hogy lehetőség van elméleti és gyakorlati minősítésükre:
- skolasztikus historizmus, idealizmus;
- irracionális teória; akadémikus technika;
- egyoldalú, statikus és inkoherens kompozíciók, s miközben példát kívánnak adni az igazi egyetemességről, igazi találmányról, amelyet a tudat, vagy a tudattalan hoz létre, az esőköpeny alatt megállíthatatlanul folyik a mód- és stílusrenoválás.
Ezzel szemben a MADI megerősíti az ember elidegeníthetetlen felfedezési vágyát, menni, mindig előre, maradandó értékű tárgyakat készíteni, kéz a kézben az emberiség osztály nélküli társadalom létrehozására irányuló harcában, amely felszabadítja az alkotó energiát, és amely dominálni fog térben és anyagtól a lehetőségek legvégső határáig.
A rendszerezés leíró szigora nélkül művészi tárgyat nem lehet létrehozni, sem beleilleszteni a világmindenség evolúciós rendjébe.
Ezért a Madi nagyon fontos fogalma az Invenció (feltalálás, felfedezés értelemben), amely mint átjáró lehetőséget ad az emberben feszülő alkotási vágy, képesség, tehetség szakadatlan kiteljesedésére.
A Madizmus tehát felfedezte magának az Invenciót, amely az alkotói energia felszabadításával képes a valóság lényegének megragadására, és a Kreációt, amely maga az alkotás folyamata, a felfedezett dolgok megvalósítása.
Következtetés:
A MADI művészet útján történő megismerés az egyes esztétikai diszciplínák tiszta elemein keresztül folyik; a műtárgy jelenléte, a szépség dinamikus rendjébe való helyezése, mobil témák, amelyeket én „anekdotáknak” hívok, Játékosság és Pluralitás.
Konkretizálni a mozgást, és úgy szintetizálni, hogy a megszületett műtárgy új ragyogással kápráztasson el. Száműzni minden expresszív jelenséget, ábrázolást és jelentést.
MADI esszencia:
A mű van, nem fejez ki semmit
A mű van, nem reprezentál semmit
A mű van, nem jelent semmit
Madi rajz: pontok és vonalak olyan elhelyezkedése egy felületen, amely nyomán létrejön egy forma, vagy egy kapcsolat a síkok között.
Madi festmény: szín és két dimenzió. Poligonális síkstruktúrák, görbülő konkáv, konvex felületek, artikulált síkok, felcserélhető lineáris mozgások, körforgó, mozgó vagy átfordítható elemek. Coplanal, kooperáció a síkokkal.
Madi szobor: három dimenzió, üres terek, lebontott formák, artikulált mozgások, rotáció, átfordíthatóság.
Madi építészet: környezet, átváltható formák, épületrészek, transzparencia, a tekintet szabad útja a horizont felé.
Madi zene: hangok és időegységek a térben, tematikus zajok vonalai és síkjai. Madi költészet: a realitás és a metafora együttes alkalmazása. A kifejezések és a metaforák kilépnek a nyelvi, fordítási keretekből. Tiszta konceptuális.
Madi színház: változtatható, felcserélhető díszletek, helycserés tárgyak, képzeletbeli személyek, effekt-dialógusok.
Madi regény és novella: a tárgyak mozgatása hely nélkül és reális idő nélkül. Szigorú nyelv, paradoxon beszéd és paradoxon identitás. Kilép a könyv négyszögű formai keretéből.
Madi tánc: a test és a mozgás független a zenétől. Plasztikus témák, gesztusok és attitűdök egybeesése. Nem táncolnak el egy zenét, de eltáncolnak egy geometrikus tárgyat.
Én hozom létre a történést.
A múlt nem az ma, ami holnap lesz.
Rátok hagyom a jövő formáinak feltalálását.
Carmelo Arden Quin (Buenos Aires 1946)

## Lásd még
Tamkó Sirató Károly: Dimenzionista manifesztum

## Külső hivatkozás
- A Nemzetközi Mobil MADI Múzeum honlapja